# هيرفوي فوكوفيتش
هيرفوي فوكوفيتش (بالكرواتية: Hrvoje Vuković)‏ هو لاعب كرة قدم كرواتي في مركز الدفاع، ولد في 25 يوليو 1979 في سبليت في كرواتيا. شارك مع منتخب كرواتيا تحت 21 سنة لكرة القدم. أما مع النوادي، فقد لعب مع ألمانيا آخن وهايدوك سبليت.

## وصلات خارجية
- هيرفوي فوكوفيتش على موقع الاتحاد الدولي (مؤرشف)  (الإنجليزية)
- هيرفوي فوكوفيتش على موقع اتحاد كرواتيا (الكرواتية)
- هيرفوي فوكوفيتش على موقع قاعدة بيانات كرة القدم.إي يو (الإنجليزية)
- هيرفوي فوكوفيتش على موقع Soccerway.com (الإنجليزية)
- هيرفوي فوكوفيتش على موقع عالم كرة القدم.نت (الإنجليزية)